# Tsirihaka Harrivel
Tsirihaka Harrivel est un acrobate et artiste de cirque français, spécialiste du mât chinois.

## Biographie
Il est le fils d’un informaticien malgache et d’une institutrice française. 
Avec Vimala Pons il fonde le duo Tout ça/Que ça, et crée le spectacle à succès « Grande- »,. En 2017, il sort miraculeusement indemne d'une chute de 7 mètres pendant ce spectacle,,. Cet évènement lui sert de base au spectacle « La Dimension d’après », qu'il crée à Paris en 2022.  

## Spectacles
- 2017, Grande-

- 2021, La dimension d'après[1],[7]
- 2025, Cruel Trop Tard[8]